# DR-Baureihe 50.35
Die Baureihe 50.35 waren aus der Baureihe 50 ab 1957 umgebaute Güterzuglokomotiven der Deutschen Reichsbahn.

## Geschichte

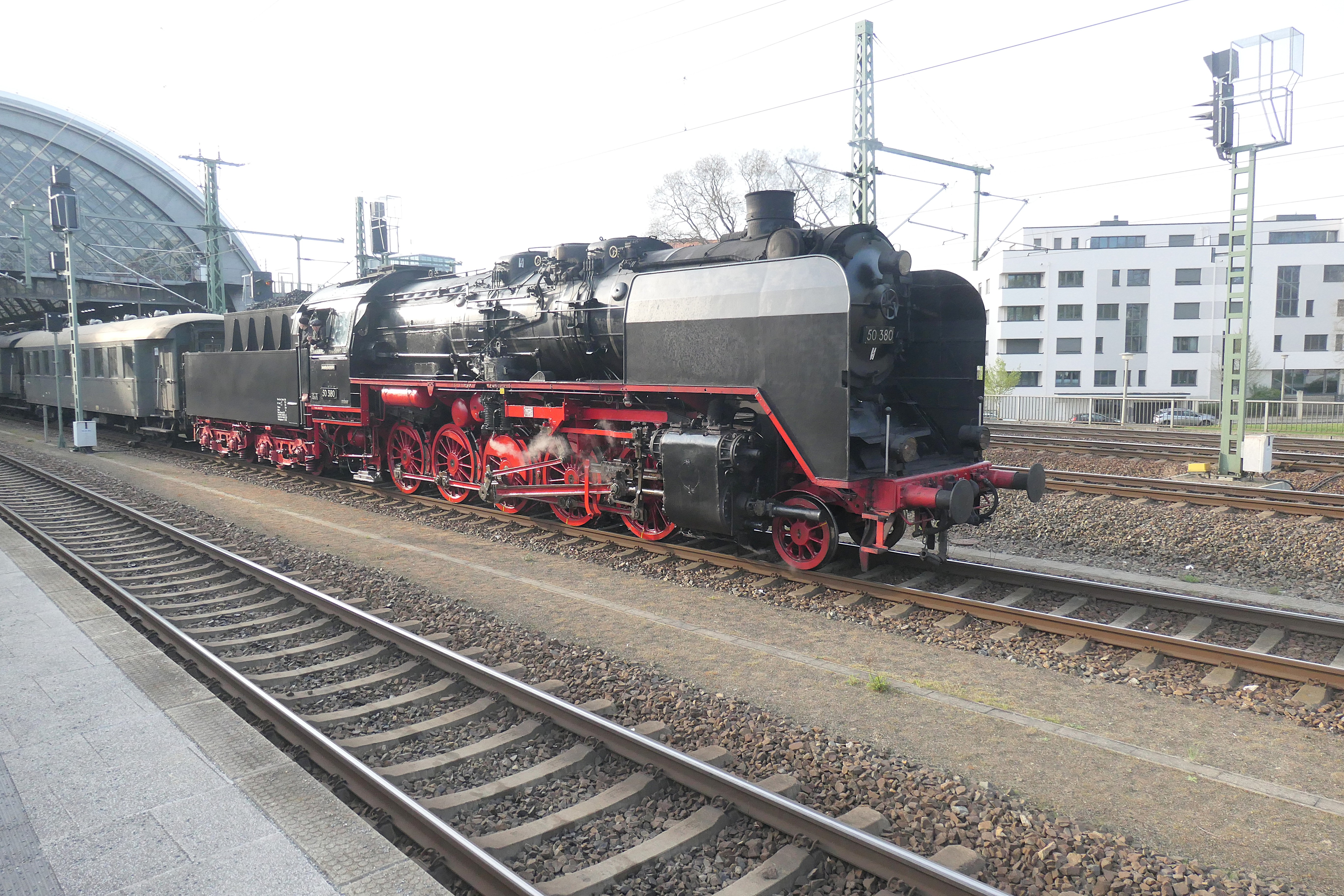
50 3501 beschriftet mit ihrer Ursprungsnummer 50 380 in Dresden Hauptbahnhof

Ende der 1930er Jahre dachte man, mit dem Stahl St 47 K-Mo einen geeigneten Kesselbaustoff gefunden zu haben, mit dem sich der Kesseldruck auf 20 bar heraufsetzen lässt, ohne dass sich dadurch das Kesselgewicht insgesamt wesentlich erhöht. Der neu entwickelte Stahl besaß zwar eine höhere Festigkeit als die bislang verwendete Stahlsorte St 34, als Nachteil erwies sich aber die wesentlich schlechtere Wärmeleitfähigkeit. Im harten Alltagseinsatz der Dampflokomotiven ermüdete das Material dadurch sehr rasch, sodass die mit der neuen Stahlsorte angefertigten Kessel schon nach wenigen Jahren ausgetauscht werden mussten. Auch die Lokomotiven der Baureihe 50 erhielten anfänglich solche Kessel. Auch wenn ihr Zustand weniger kritisch als bei anderen Baureihen war, musste Ende der 1950er Jahre dringend für Ersatz gesorgt werden. Die Deutsche Reichsbahn ließ daher auf Grundlage des Neubaukessels der Baureihen 23.10 und 50.40 den Ersatzkessel 50E  entwickeln, der wegen der abweichenden Rahmenmaße einen 500 mm längeren Langkessel erhielt. Er wurde später auch zur Rekonstruktion der Baureihen 23, 52 zur 52.80 und 58 zur 58.30 verwendet. Zwischen November 1957 und September 1962 erhielten 208 Lokomotiven der Baureihe 50 einen solchen Kessel mit einem Mischvorwärmer, größerer Strahlungsheizfläche und verbessertem Saugzug, was auch ihre Leistungsfähigkeit erhöhte. Viele Maschinen wurden auch mit Giesl-Ejektoren ausgestattet. Diese Rekolokomotiven erhielten die Baureihenbezeichnung 50.35 und Betriebsnummern von 50 3501 bis 50 3708. Seit den 70er Jahren liefen viele dieser Loks auch mit den Neubautendern 2’2’ T28, nachdem die Lokomotiven der Neubaubaureihen 23.10 und 50.40 nach und nach ausgemustert wurden. Alle 208 Maschinen waren gemeinsam mit den 200 Reko-Loks der Baureihe 52.80 im Raw Stendal rekonstruiert worden. Gegenüber der Original-50er hatten sie 20 % mehr Leistung. So konnten sie in der Ebene einen 3.000 Tonnen-Zug mit 40 km/h schleppen.
Die Maschinen wurden bald in den nordwestlichen Direktionen zusammengezogen. Seit dem Umbau in die Ölloks der Baureihe 50.50 konzentrierte sich der Einsatz der verbliebenen Lokomotiven mit Rostfeuerung auf die Rbd Magdeburg. Als Ersatz für Altbaulokomotiven bzw. die Ölmaschinen kamen sie seit Ende der 1970er Jahre auch wieder in den Direktionen Dresden und Schwerin zum Einsatz.
Der letzte, planmäßig mit einer Regelspurdampflokomotive bespannte Reisezug wurde von einer Lokomotive der Baureihe 50.35 gefahren. Es war die 50 3559, die als offizielle Abschiedsfahrt am 29. Oktober 1988 noch einen Umlauf Halberstadt–Magdeburg–Thale–Halberstadt bespannte. Am 14. April 1976 begann mit der 50 3692 in Oebisfelde die Ausmusterung der Reko-50er. Im Herbst 1988 waren insgesamt noch 92 Lokomotiven vorhanden, von denen die meisten allerdings nur noch als Heizloks dienten. Doch so hielten sie sich noch bis über das Ende der Dampflokzeit und auch die letzten Zugdienste endeten erst 1989. Von diesen 92 Maschinen sind heute noch 80 vorhanden.
Mehrere Lokomotiven der Baureihe 50.35, einige davon betriebsfähig, befinden sich im Eigentum der Deutschen Bahn AG und vieler Museumseisenbahnen und Eisenbahnmuseen, wie z. B. die 50 3501, 50 3570, 50 3539, 50 3552, 50 3576, 50 3616, 50 3624, 50 3648, 50 3682, 50 3685, 50 3695, 50 3700 und 50 3708. Die 50 3707 steht im Berliner Stadtteil Schöneberg im Natur-Park Südgelände, Teil des ehemaligen Tempelhofer Rangierbahnhofs. Die 50 3559 wurde von 1991 bis 2015 im rheinischen Liblar bei einem Restaurant als Denkmallok genutzt, 2016 verkauft und befindet sich derzeit in Klostermansfeld (MaLoWa Bahnwerkstatt GmbH) zur Befundung einer eventuellen Aufarbeitung. Seit 2020 wird sie aufgearbeitet.

## DR-Baureihe 50.50
Zwischen 1966 und 1971 erhielten 72 Maschinen der Baureihe 50.35 eine Ölhauptfeuerung. Zur Unterscheidung ordnete man sie in die Unterbaureihe 50.50 ein. Mit der Einführung der EDV-Nummern ab 1970 änderte sich die Reihenbezeichnung in 50.0, die Lokomotiven erhielten Betriebsnummern von 50 0001 bis 0072. Sie waren in den Reichsbahndirektionen Schwerin und Greifswald stationiert und wurden im schweren Güterzugdienst eingesetzt. Abgesehen vom Ölbunker im Kohlenkasten der Tender waren sie am fehlenden, weil nicht erforderlichen Löscheschutzblech unter der Rauchkammertür erkennbar. Ihre plötzliche Abstellung 1981 war eine energiepolitische Entscheidung, denn damals hatten sich die Rohölpreise im Ostblock plötzlich deutlich erhöht, andererseits konnte man mittlerweile auch das Bunkeröl D chemisch weiter verarbeiten, sodass es nicht mehr zur Lokomotivfeuerung zur Verfügung stand.
Im Bayerischen Eisenbahnmuseum in Nördlingen ist mit der 50 0072 die letzte Vertreterin dieser Baureihe betriebsfähig erhalten.
Nach dem Verkauf durch die Deutsche Reichsbahn wurde die Lok 50 3666 Im Raw Meiningen ebenfalls auf Ölhauptfeuerung umgebaut und erhielt zunächst während des gesamten Werksaufenthalts die  Nummer 50 0073. Auf der Vennbahn verkehrte die Lok jedoch weiter mit ihrer letzten Betriebsnummer. Erst nach dem Verkauf an die Veluwsche Stoomtrein Maatschappij erhielt sie ihre richtige Nummer 50 0073.